# Онелья
Онелья (Ineia на лигурском, Oneja на пьемонтском) — старинный город, составляющий в настоящее время вместе с Порто-Маурицио (ит.) фракцию современного города Империя, Италия.

## История
Название города происходит, предположительно, от названия поселения доавгустовских (preaugusteo) времён: pagus Unelia. Будучи, вероятно, одним из укреплённых поселений, расположенных в Лигурии вдоль реки Имперо (ит.), оно располагалось на горе Старого Замка (Castelvecchio), где находится церковь Санта-Мария-Маджоре, и где ещё можно увидеть остатки башни замка.
Ripa Uneliae была рыбацким посёлком на берегу моря, вероятно, в районе нынешнего Borgo Peri, расположенного на окраине Онельи.
Покровителем города почитается Иоанн Креститель. Городской праздник бывает 26 ноября.